# Imbricación
La fábrica más comúnmente encontrada, que se observa cuando un conglomerado está enriquecido con clastos con formas obladas discoidales y obladas alargadas, es conocido como imbricación. Esta característica es típica en conglomerados que sostienen los clastos horizontalmente estratificados, y pueden presentarse dos variaciones. En una de ellas, el eje a se dispone de manera transversal a la dirección de inclinación de los clastos, mientras que el eje b se encuentra paralelo a dicha inclinación. En la otra variante, el eje b se dispone de manera transversal, mientras que el eje a es paralelo a la inclinación 

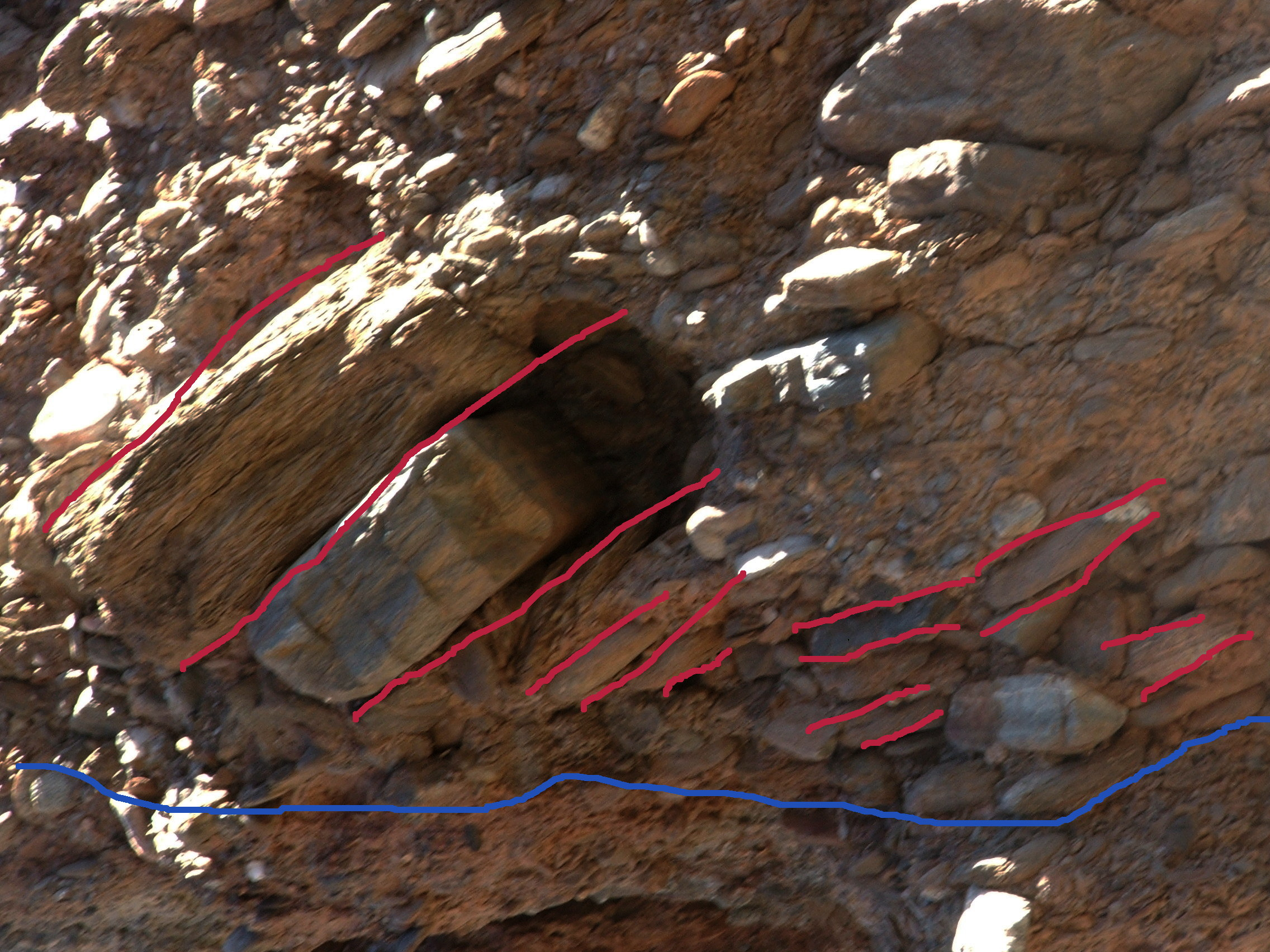
Observar como los clastos están orientados a un cierto ángulo con respecto a la base del canal (línea azul), que era aproximadamente horizontal.

El apilamiento de clastos se dispone de tal manera que ofrecen la menor resistencia al flujo, que es con los clastos discoides inclinándose hacia arriba. En esta orientación, el agua puede fluir más fácilmente hacia arriba por el lado ascendente del clasto, mientras que cuando los clastos están orientados hacia abajo, el flujo en el borde del clasto hace que se reoriente. 
Las partículas de diversos tamaños, transportadas y depositadas por corrientes de tracción o flujos gravitatorios de sedimentos, suelen exhibir una orientación que está relacionada con la dirección del flujo de la corriente que las deposita. En consecuencia, estas partículas pueden presentar sus dimensiones largas o aplanadas alineadas de manera paralela al estrato, pero su orientación dentro del plano del estrato puede variar, ya sea en paralelo o en perpendicular al flujo de la corriente, dependiendo de factores como el tamaño de la partícula y las características del flujo. Por otro lado, bajo ciertas condiciones de flujo, es posible que las partículas se dispongan en ángulo con las superficies de estratificación, formando un arreglo solapado denominado imbricación. 

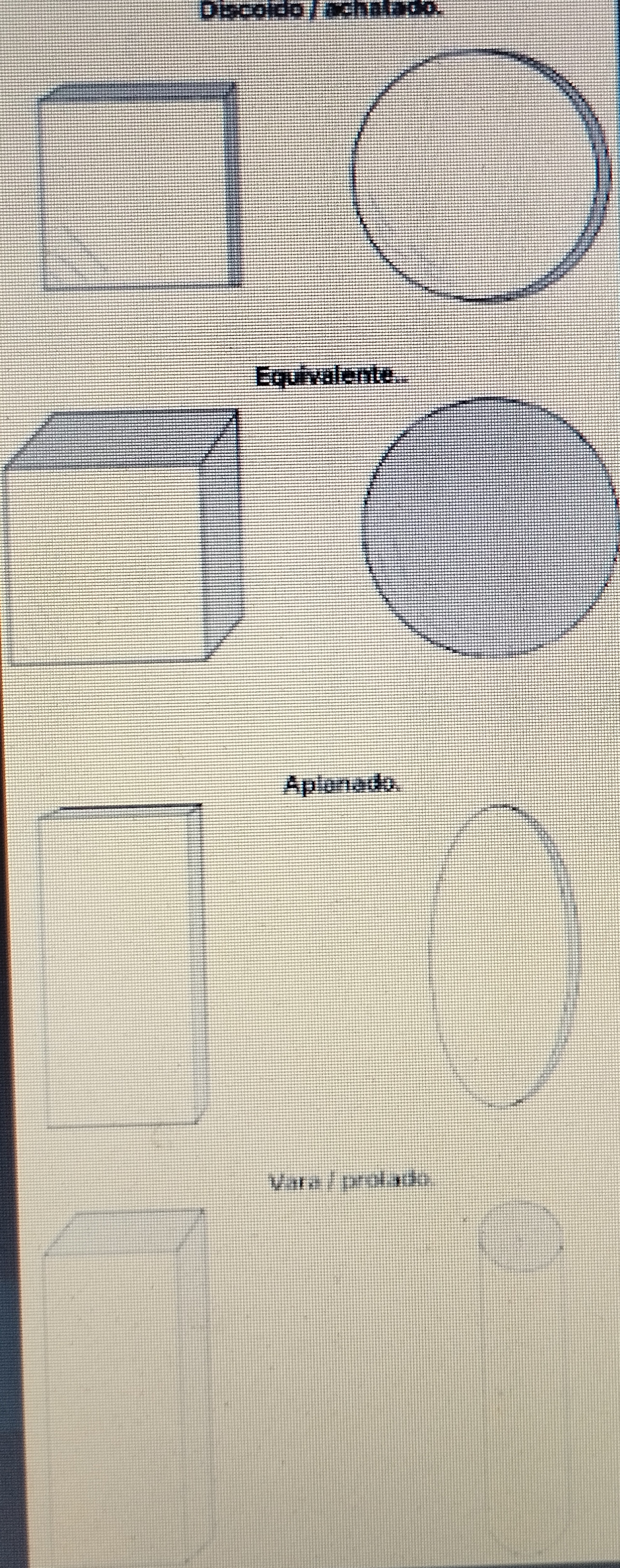
Nombre de la forma de los clastos en función de su forma.

## Fábrica
En sedimentología, la fábrica es la relación entre la orientación y el empaquetamiento de los clastos. Dicho de otra forma, es la manera en la que los clastos han sido depositados y compactados con respecto al flujo que los transportó.
Dentro de esta fábrica la forma de los clastos toma un papel muy importante debido a que (tomando en cuenta sus ejes) pueden estar paralelos o perpendiculares a la corriente del flujo.
Cuando se presenta una fábrica bien orientada es un indicador que los clastos han podido moverse con libertad en conjunto con el flujo que los transporta. Estos se depositarán en la orientación más estable y cuando no sea así lo más posible es que se sigan moviendo..

## Imbricación de granos de arena y bloques
Las partículas de rocas sedimentarias tienden a presentar una orientación preferida en el proceso de sedimentación; principalmente, a causa de tomar formas alargadas y/o laminares, dependientes de las condiciones hidráulicas en el sitio de deposición, e incluso de la fuerza y velocidad del agente de transporte. Cabe mencionar, que ha sido reportado un porcentaje importante de partículas que suelen tener preferencia a alinearse paralelamente al flujo de la corriente. Sin embargo, los depósitos de algunos clastos suelen modificar esta tendencia a causa de la imbricación. Tal es el caso de los de los granos de arena, depositados por corrientes de turbidez y procesos de flujo; presentan alineaciones paralelas a la corriente y; además, una imbricación aguas arriba (dirección opuesta al flujo de la corriente) con ángulos mayores a 20°. Aunque en el caso específico de la imbricación en flujos debidos a la gravedad, se muestran variables direcciones o bien, una imbricación polimodal. En cuerpos de agua con poca velocidad, muy frecuentemente tienen diversidad en las direcciones de sus clastos y no presentan imbricación.
Por otro lado, depósitos de conglomerados muy antiguos poseen imbricación. Como fue mencionado anteriormente, esta característica es dependiente de las condiciones de depósito y el agente de transporte.
En el caso de cantos rodados depositados en un ambiente fluvial, comúnmente están orientados de manera que sus ejes largos normal a la dirección de la corriente y pueden llegar a exhibir una imbricación de 10°-15°; mientras que, en ambientes glaciares el eje mayor se orienta paralelo a la dirección del flujo y la imbricación puede ser paralela o perpendicular a la dirección del flujo de la corriente.
Además, en gravas transportadas por corrientes de turbidez, tienen una preferencia a orientarse paralelamente a la dirección del flujo y denotan imbricación aleatoria. El aumento de la intensidad del flujo parece favorecer la orientación con ejes largos paralelos al flujo de corriente en lugar de normales al flujo.

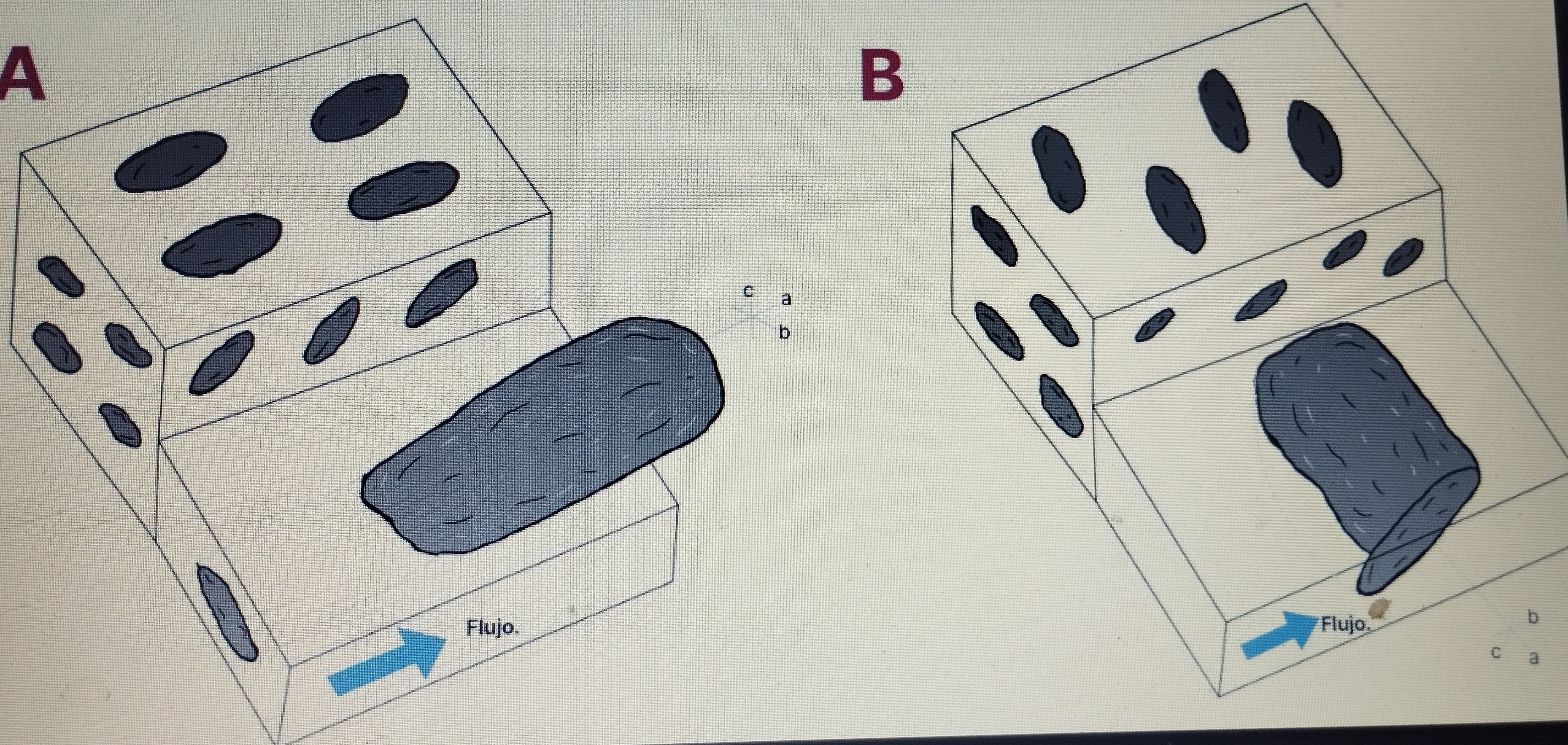
a) orientación de partículas sedimentarias en corrientes de turbidez y procesos de flujos gravitacionales. b) orientación de clastos en ambientes fluviales.

## Relación con paleocorrientes

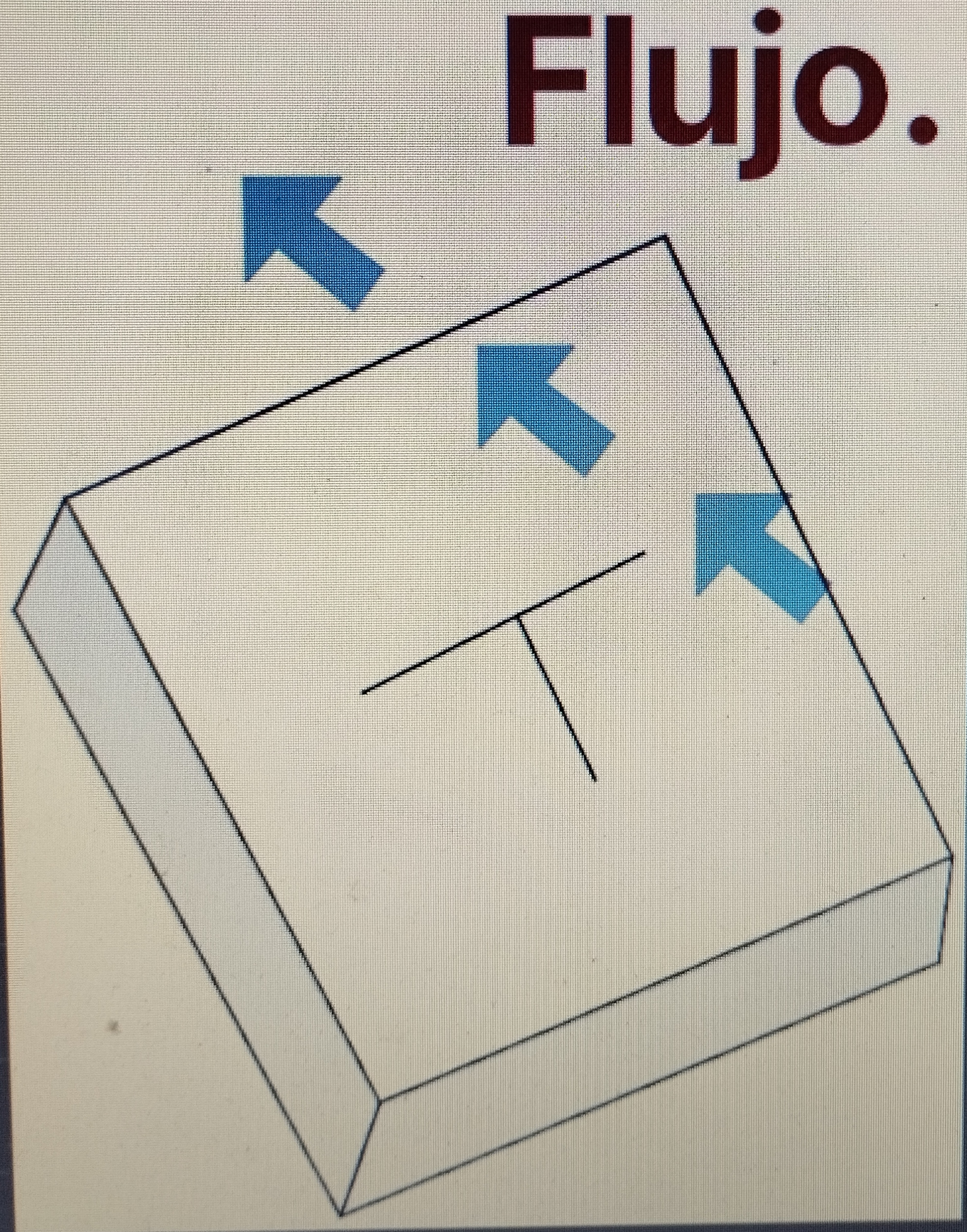
Considerar eje de imbricación, tipo de flujo, energía del flujo y dirección del flujo.

La imbricación permite estudiar la orientación de clastos, los geólogos pueden inferir la dirección de las corrientes antiguas, conocidas como paleocorrientes, y entender mejor los procesos de deposición de los sedimentos. La imbricación de clastos en sedimentos indica la dirección del flujo de agua en el momento de la deposición. Las paleocorrientes son corrientes de agua que existieron en el pasado geológico y que han dejado evidencia de su dirección y fuerza en las rocas sedimentarias 
Un indicador de paleocorriente es evidencia de la dirección del flujo en el momento en que se depositó el sedimento, y también puede ser referido como el paleoflujo. Los datos de paleoflujo se utilizan en conjunto con el análisis de facies y estudios de procedencia para hacer reconstrucciones paleogeográficas. 
Los clastos tienen una orientación definida en el instante de entrar en reposo. Esta tendencia de alineación, se debe principalmente al tipo de corriente y su capacidad de transporte. Sirven para inferir la polaridad (arriba o abajo) de la estratificación.
Las corrientes fuertes empujan clastos unos sobre los otros en secuencias de superposición. La dirección de inclinación de cada clasto apunta hacia el lugar de donde procede la corriente. 
Esta estructura se caracteriza por la disposición ordenada de clastos alargados y aplanados que se superponen unos a otros en una orientación que indica la dirección de la corriente. Los ejes mayores de estos clastos tienden a alinearse aproximadamente en paralelo y forman un ángulo con la horizontal que apunta hacia la dirección de la corriente. 
Tipos principales de orientación de clastos:

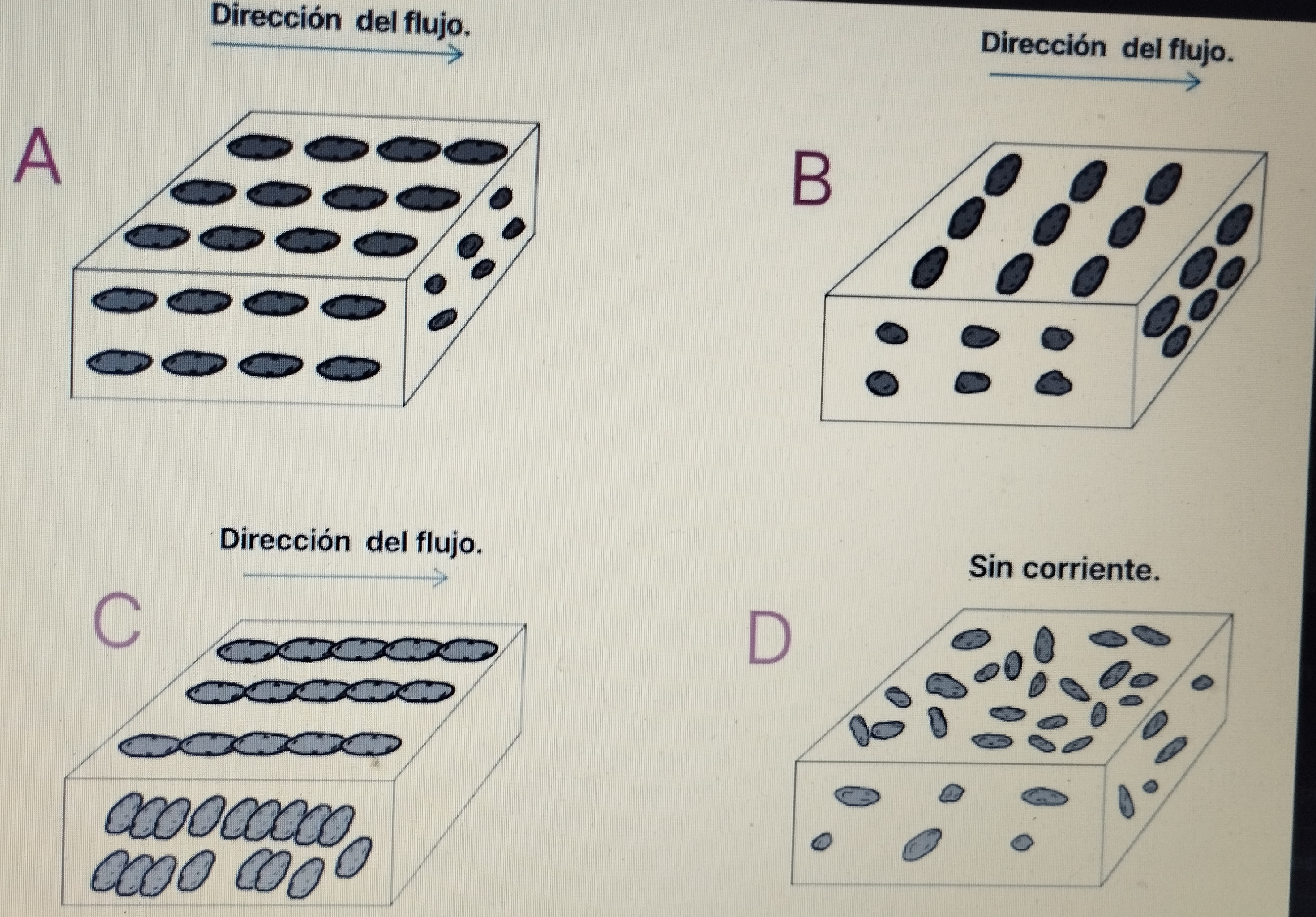
Ilustración esquemática de la orientación de partículas alargadas en relación con el flujo de corriente. A. Partículas orientadas paralelas al flujo de corriente 15º a 18º (arriba). B. Partículas orientadas perpendicularmente al flujo de corriente. C. Partículas imbricadas. D. Partículas orientadas aleatoriamente, característica de la deposición en agua tranquila.

Tipo de indicadores: Unidireccionales planares corrientes arriba (imbricación de clastos).
.
La imbricación de clastos se forma cuando clastos de grava se orientan en flujos fuertes en una posición estable con uno de los dos ejes más largos inclinándose río arriba cuando se ve de lado, por lo que la dirección de la inclinación de los clastos será de 180º desde la dirección del paleoflujo.

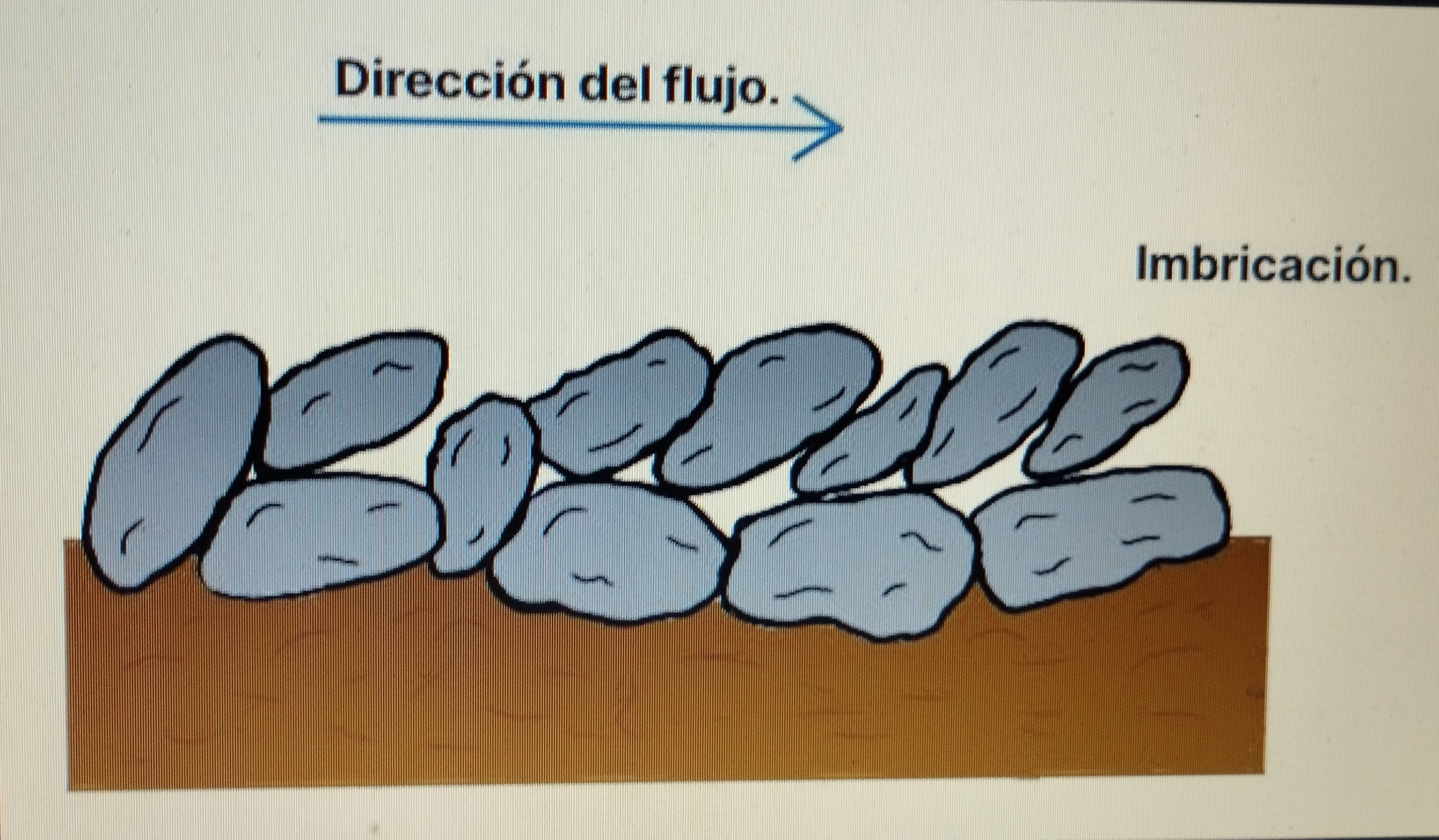
La relación entre la imbricación y la dirección del flujo a medida que los clastos se asientan en una orientación estable.

La imbricación es una característica siempre presente que se define como la disposición espacial inclinada de clastos a razón de la velocidad del flujo turbulento que los transporta y que por arrastre les confieren una forma alargada. Por lo general, tiende a aparecer en depósitos fluviales facilitando la medición de las direcciones de transporte, de las paleocorrientes (paleoflujos).  Así, los clastos imbricados se encuentran localizados preferentemente hacia el centro de los canales remanentes o activos, que lateralmente pueden hacerse más delgados mostrando estratificaciones cruzadas de arreglo oblicuo. Por ejemplo, si la medición de paleocorrientes para un nivel de conglomerados de cantos rodados o cantos es noreste, entonces el eje fluvial que los alberga es paralelo.
La imbricación de cantos rodados en lechos de torrentes puede indicar que la corriente fluía aguas arriba. Además es un útil indicador de paleoflujo en conglomerados, y si los clastos sobresalen de la cara de la roca, generalmente es posible medir directamente la dirección de la inclinación de los clastos.